# Pseudomystides spinachia
Pseudomystides spinachia är en ringmaskart som beskrevs av Petersen och Pleijel in Pleijel 1993. Pseudomystides spinachia ingår i släktet Pseudomystides och familjen Phyllodocidae. Arten är reproducerande i Sverige. Inga underarter finns listade i Catalogue of Life.